# Киржеманский клад
Киржеманский клад — вещевой клад, обнаруженный в 1965 году у села Киржеманы Атяшевского района Мордовии. Киржеманский клад содержал 3 плужных лемеха, 3 чересла, 9 серпов, 3 косы-горбуши, 6 колец для крепления кос, долото, 2 зубила, пробойник, железную пряжку, часть конских удил. 
Клад даёт представление о хозяйственной деятельности населения Мордовии в эпоху средневековья (XIV—XVI вв.). Наличие плужных лемехов (которые в это время сменяют наральники) свидетельствует о совершенствовании земледелия, переходе от двухпольной переложной системы к трехпольной, с посевами под озимь. Клад хранится в археологическом музее при Мордовском государственном университете.

## Источник
- Энциклопедия Мордовия, В. Н. Шитов.